# Sony Dual Analog Controller
PlayStation Dual Analog Контроллер (SCPH-1150 в Японии, SCPH-1180 в США и SCPH-1180e в Европе) второй аналоговый контроллер Sony для PlayStation и предшественник DualShock. Первым официальным аналоговым контроллером является PlayStation Analog Joystick (SCPH-1110).

## История
Dual Analog впервые был продемонстрирован публике на PlayStation Expo 96-97, проходящем с 1 по 4 ноября 1996 года, и был выпущен 25 апреля 1997 года в Японии, японский выход был подкреплён играми Tobal 2 и Bushido Blade, поддерживающими управление новым контроллером. Он рекламировался как возможность более точного и плавного управления в играх, создающего более реалистичный игровой опыт.
Перед выходом в США Sony решили, что функция вибрации будет убрана из европейской и американской версии контроллера. По словам представителя компании Sony, «Мы оценили все возможности и решили, по производственным причинам, что наиболее важной возможностью для игроков будет аналоговое управление».
Он вышел в США 27 августа 1997 года и в Европе в сентябре 1997 с небольшой рекламной кампанией, а уже 20 ноября 1997 в Японии вышел первый DualShock.
К этому времени Namco уже выпустили свой аналоговый контролер для PlayStation NeGcon. Аналоговый режим Dual Analog не был совместим с играми, поддерживающими его аналоговый режим, например Wipeout и Ridge Racer, но Need for Speed II, Gran Turismo и Gran Turismo 2 поддерживали аналоговые режимы обоих контроллеров.
Жалобы японцев — поклонников менее габаритных устройств, на длинные ручки и отсутствие вибрации в американских и европейских моделях стали главными причинами, почему Sony сняли его с производства и изменили его дизайн. Этот дизайн и стал контроллером DualShock.
Dual Analog был снят с производства в 1998 году и заменён контроллером DualShock, хотя некоторые игроки всё ещё считают его лучшим контроллером, в основном из-за длинных ручек и выпуклых кнопок. Кроме того, его редкость высоко ценится среди коллекционеров.

## Особенности
Dual Analog имеет несколько режимов управления: Цифровой без использования аналоговых стиков, Аналоговый с использованием аналоговых стиков (также присутствует на DualShock и DualShock 2) и уникальный режим Flightstick, отсутствующий на DualShock и DualShock 2.
Если игра для PS1 поддерживает DualShock или Dual Analog, игрок может нажать на кнопку Analog, расположенную между двумя стиками, для активации аналогового режима. Включенный аналоговый режим обозначается горящим красным светодиодом под кнопкой Analog. Если Dual Analog включен в аналоговый режим во время игры, не поддерживающей аналоговый режим, то игра не будет принимать никаких нажатий с контроллера или, в некоторых случаях, PlayStation может его отключить.
Возможность эмуляции PlayStation Analog Joystick при нажатии кнопки Analog второй раз, что вызовет изменение цвета светодиода на зелёный (этот режим обычно называют Flightstick), являлась более дешёвой альтернативой FlightStick Analog Joystick за 70$, в то время как стоимость Dual Analog составляла 35$.
PlayStation Flightstick поддерживают 27 игр, включая MechWarrior 2, Ace Combat 2, Descent Maximum и Colony Wars.

## Различия с DualShock
Dual Analog имеет особенности, упразднённые при разработке DualShock.
- Только японская версия контроллера имела функцию вибрации, но европейская и американская версия включают в себя электрические цепи и крепление для мотора, поэтому возможно установить мотор с японской версии контроллера. Однако американские и европейские версии игр не будут отправлять на контроллер команду вибрации, так как думают, что работают с европейской или американской версией контролера[источник не указан 1799 дней].
- Ручки длиной 1,5 сантиметра, длиннее, чем у оригинального контролера и последующего DualShock, корпус шире, эта более широкая конструкция сохранилась в DualShock и всех последующих контролерах PlayStation.
- Кнопки L2 и R2 имеют выпуклости, чтобы их было легче отличить от кнопок L1 и R1, и расположены дальше друг от друга по сравнению с оригинальным контроллером и DualShock.
- Кнопки L2 и R2 шире, чем на стандартном контроллере DualShock.
- Аналоговые стики вогнутые и имеют резиновое покрытие, использованное в дальнейшем на DualShock и последующих контроллерах.
- В дополнение к стандартом цифровому и аналоговому режимам присутствует режим эмуляции PlayStation Analog Joystick, отсутствующий в DualShock.
- Кнопка Analog, используемая для переключения режимов, поднята по отношению к DualShock и с большей вероятностью может быть нажата случайно.
- Система вибрации на американских и европейских версиях контроллера не будет работать на PlayStation 2 даже с установленным мотором.